# Sally Floyd
Sally Floyd era una científica informàtica a l'Institut Internacional d'Informàtica de Berkeley, Califòrnia. es va retirar l'any 2009. És més coneguda per la seva feina en el control de congestió de l'Internet, i és un dels deu investigadors més citats dins la informàtica.

## Biografia
Va llicenciar-se en Sociologia l'any 1971. Va obtenir un màster en Informàtica l'any 1984 i el doctorat l'any 1987, tot per la Universitat de Califòrnia - Berkeley.
És més coneguda en el camp de control de congestió com la inventora de Detecció Primerenca Aleatòria (Random Early Detection - RED) una esquema d'administració activa de cues, camp (AQM) que va fundar amb Van Jacobson. Gairebé tots els enrutadors d'internet utilitzen RED o alguna eina derivada d'ell per gestionar la congestió de trànsit de xarxa. Floyd va enginyar el mètode actualment comú d'afegir un retard fluctuant (delay jitter) als temporitzadors de missatges per evitar la sincronia.
L'any 1997, juntament amb Vern Paxson, va identificar la manca de coneixement de la topologia de xarxa com l'obstacle més important per entendre com funciona l'Internet. Aquest paper, «Why We Don't Know How to Simulate the Internet» («Per què no sabem simular l'Internet»), es va tornar a publicar com «Difficulties in Simulating the Internet» («Dificultats per simular l'Internet») l'any 2001 i va guanyar el premi William R. Bennet de la IEEE Communication Society.
Floyd també és coautora dels estàndards de TCP Selective acknowledgement (SACK), Explicit Congestion Notification (ECN), el Datagram Congestion Control Protocol (DCCP) i el TCP Friendly Rate Control (TFRC).
Va rebre el Premi d'Internet de l'IEEE l'any 2005 i el premi SIGCOMM de l'ACM l'any 2007 per les seves contribucions al control de congestió. Ha estat implicada a l'Internet Advisory Board.

## Premis
- 2007 - SIGCOMM Premi de l'ACM Grup d'Interès Especial en Comunicacions de Dades. Reconegut com el premi més prestigiós a un científic dins treball en xarxa d'ordinador.[1]
- William de Societat de Comunicació del IEEE R. Premi de Paper de Premi de Bennett per "Dificultats dins Simulant l'Internet", per Floyd i Vern Paxson[1]

## Papers importants
- S Floyd & V Jacobson, "Portes de Detecció Primerenques Aleatòries per Evitació de Congestió", Transaccions/d'ACM del IEEE damunt Treball en xarxa (1993)
- S Floyd & K Caiguda, "Promovent l'Ús de Final-a-Control de Congestió del Final en l'Internet", Transaccions/d'ACM del IEEE damunt Treball en xarxa (1993)
- V Paxson & S Floyd, "Trànsit d'Àrea Ampla: El Fracàs de Poisson Modelat", Transaccions/d'ACM del IEEE damunt Treball en xarxa (1995)
- M Mathis, J Mahdavi, S Floyd, Un Romanow, "TCP Selectiu Acknowledgement Opcions" (1996)
- S. Floyd & V. Paxson, "Per què no Sabem Com per Simular l'Internet", Des. 1997, Proceedings del 1997 Simulacre d'Hivern Conferència. Re-Escrit com "Dificultats dins Simulant l'Internet", Transaccions/d'ACM del IEEE damunt Treball en xarxa, v.9, n.4 (August 2001). Guanyador de la Societat de Comunicacions William R. Premi de Paper de Premi de Bennett, 2001.